# Luan Simnica
Luan Simnica (* 22. Januar 2004 in Troisdorf, Deutschland) ist ein albanisch-kosovarischer Fußballspieler, der aktuell beim FC Erzgebirge Aue unter Vertrag steht.

## Karriere

### Verein
Simnica wechselte in der Jugend 2019 vom FC Hennef 05 zum 1. FC Köln. Im DFB-Pokal der Junioren 2022/23 gewann er mit den Kölnern den Titel. Zur Saison 2023/24 wechselte Simnica zur zweiten Mannschaft des VfB Stuttgart. Am Ende seiner Debütsaison in Stuttgart wurde er in der Regionalliga Südwest Meister und stieg somit in die 3. Liga auf.
Sein erstes Profispiel in der drittklassigen Spielklasse absolvierte Simnica für den VfB Stuttgart II am 3. August 2024 gegen Hansa Rostock am 1. Spieltag der Spielzeit 2024/25. Zum Jahresende 2024 wurde sein Vertrag in Stuttgart aufgelöst.
Im Januar 2025 unterschrieb er beim SV Sandhausen. Bereits im Sommer desselben Jahres wechselte er nach dem Abstieg mit Sandhausen zum FC Erzgebirge Aue.

### Nationalmannschaft
Simnica wurde im September 2023 erstmals in die kosovarische U21-Nationalmannschaft berufen. Daraufhin gab er im Rahmen der Qualifikation zur U21-Europameisterschaft 2025 am 8. September 2023 gegen Polen sein U-21-Länderspieldebüt. Anschließend folgten keine weiteren Einsätze und Simnica wechselte zum albanischen Fußballverband. Im März 2025 debütierte er in der albanischen U21-Nationalmannschaft.

## Titel
- Meister der Regionalliga Südwest und Aufstieg in die 3. Liga: 2024
- Deutscher A-Junioren-Pokalsieger: 2023